# Право (1910 – 1913)
Вижте пояснителната страница за други значения на Право.
„Право“ с подзаглавие Ежедневен политико-обществен вестник е български всекидневен вестник, излизал в Солун от 1910 до 1913 година под редакцията на Никола Наумов (редактор-стопанин).
Отговорен редактор е Тодор А. Каев. Печата се в печатницата на Йордан Ярцев.
| Годишнина | Броеве    | Дата                        |
| --------- | --------- | --------------------------- |
| I         | 1         | 18 септември 1910           |
| II        | 203, 300  | 19 юни 16 октомври 1911     |
| III       | 439 – 721 | 3 ноември 1912 – 7 май 1913 |

Вестникът е орган на дейците около бившия Съюз на българските конституционни клубове и е наследник на „Отечество“. Според програмата му „Ще ратува преди всичко за постигането на пълно съгласие и единомислие между всички течения по най-важните и кардинални въпроси от политико-обществен и национално-културен характер“. Вестникът иска реформи в българското образование и доближаването му до живота и реформи в Екзархията. Отделите му са политически бюлетин, отзиви и бележки, хроника, из печата, книжнина, последен час, търговия и финанси, борси.
По време на парламентарните избори в началото на 1912 година редакцията на „Право“, заедно с тези на „Вести“ и списание „Искра“ се оформя като един от българските политически центрове. Трите редакции формират Централна избирателна комисия, която има задача да организира българското население на базата на единна платформа, която е в духа на програмите на двете разпуснати български политически партии и в нея се иска ново административно деление на национален принцип и създаване на изборни областни събрания. Дейците около трите редакции се ориентират към предизборен съюз с опозицията и трите издания критикуват младотурската политика като опасна за българските национални интереси и изобщо за националната идентичност на нетурските народи в империята. Платформата не успява да постигне единство на българските политически субекти - на нея се противопоставя групата около Сребрен Поппетров и вестник „Истина“, както и туркофилската група около Панчо Дорев и вестник „Светлина“.
През октомври 1910 година по време на обезоръжителната комисия отговорникът на „Право“ Коев е тормозен от властите.
Последният му брой излиза на 7 май 1913 година. Спрян е от властите. Общо излизат 721 броя.